# C'era una volta (film 1922)
C'era una volta (Der var engang) è un film del 1922 diretto da Carl Theodor Dreyer.

## Trama
Il re di Illiria ha una figlia bellissima e vanitosa che rifiuta con disprezzo tutti i pretendenti. Un giorno viene ricevuto a corte il principe di Danimarca, il quale, a sua volta respinto, non accetta però di arrendersi tanto facilmente ai capricci della fanciulla. Un mago che vive nelle foreste regala al principe un bollitore incantato ed egli, dopo aver avuto la visione del suo prossimo matrimonio con la principessa, riesce a passare la notte nella sua stanza da letto fingendosi un mendicante. Creato così uno scandalo, il principe di Danimarca ottiene che la principessa di Illiria venga esiliata dal regno e che vada a vivere con il mendicante in una misera capanna. Col tempo la ragazza sentirà nascere dentro di sé l'amore per il suo povero ospite (ignorando che si tratta in realtà del principe) e alla fine lo sposerà.